# Patrimoniul mondial UNESCO din Republica Moldova
Patrimoniul mondial UNESCO din Republica Moldova include un singur monument și două obiecte sunt în lista de examinare. Republica Moldova a ratificat Convenția UNESCO privind protecția patrimoniului mondial cultural în 2002.  

## Listă
| Nr.  | Denumirea             | Localizarea          | Suprafața | Înregistrat | Criterii    | Coordonate | Imagine | Note |
| ---- | --------------------- | -------------------- | --------- | ----------- | ----------- | ---------- | ------- | --- |
| 1187 | Arcul geodezic Struve | Rudi, raionul Soroca |           | 2005        | ii, iii, vi |            |         | Punctele arcului sunt amplasate în mai multe țări: Norvegia, Suedia, Finlanda, Rusia, Estonia, Letonia, Lituania, Belarus și Ucraina |

### Obiective din lista de examinare
Lista de mai jos conține monumente sau locuri care se află în examinare și încă nu sunt înregistrate ca patrimoniu mondial.
| Nr.  | Denumirea                                  | Localizarea                       | Suprafața | Înregistrarea candidaturii | Criterii | Coordonate          | Imagine | Note |
| ---- | ------------------------------------------ | --------------------------------- | --------- | -------------------------- | -------- | ------------------- | ------- | --- |
| 5647 | Cernoziomurile din stepa Bălțului          | raionul Rîșcani, municipiul Bălți |           | 2011                       | v, ix, x | N47 46 15 E27 52 07 |         | |
| 5238 | Complexul istoric-arheologic Orheiul Vechi | Trebujeni, raionul Orhei          |           | 2007                       | v, vii   | N47 18 20 E28 58 30 |         | Nu a fost aprobat din cauză că partea moldovenească nu a respectat un șir de cerințe privind întreținerea și restaurarea monumentului. |